# 施瓦茨堡
施瓦茨堡（德語：Schwarzburg）是德国图林根州的一个市镇。总面积14.64平方公里，总人口554人，其中男性281人，女性273人（2011年12月31日），人口密度38人/平方公里。